# Krebeck
Krebeck település Németországban, azon belül Alsó-Szászország tartományban. Lakosainak száma 1026 fő (2023. december 31.).

## Népesség
A település népességének változása:
| Lakosok száma | 1061 | 1047 | 1046 | 1034 | 1025 | 1026 |
|               | 2016 | 2017 | 2019 | 2021 | 2022 | 2023 |